# Claudia Iglesias
Claudia Iglesias de la Cruz (Madrid, 30 de agosto de 2003) es una futbolista española. Juega como centrocampista  en el Villarreal de la Primera División de España. Ha sido internacional sub-17 con España.

## Trayectoria
Empezó a jugar en el equipo de su colegio, el San Buenaventura. Con 7 años pasó las pruebas para unirse al Atlético de Madrid en 2011, pasando por todas las categorías hasta llegar al Atlético de Madrid B en 2019.
Fue la máxima goleadora del equipo benjamín en la temporada 2012-13, del Alevín B en la temporada 2013-14, y del Alevín A en la temporada 2014-15. Esa temporada también fue la capitana del equipo, y destacaron por no perder ningún partido en una liga formada por equipos masculinos. Esa misma temporada fue seleccionada por la selección de Madrid sub-12 y fue subcampeona de España, marcando en los cuartos de final y la semifinal
En la temporada 2015-16 fue elegida jugadora revelación del Infantil A, que ganó su campeonato de liga. Un año después fue elegida jugadora más regular del Juvenil D, que ganó su liga. En 2017 pasó a formar parte del juvenil A, que ganó la liga de su categoría. En 2018 jugó en el Atlético de Madrid C, y volvieron a ser campeonas de liga. La temporada 2019-20 formó parte del Atlético de Madrid B, que quedó en la duodécima posición del Grupo norte de Segunda División. Ese año logró el Campeonato de España con la Selección sub-17 de Madrid.
Con 17 años debutó con el primer equipo el 24 de enero de 2021 en liga ante el Sevilla sustituyendo a Tatiana Bonetti, estuvo a punto de marcar y diversos analistas destacaron su desparpajo y calidad. Tras su debut  dispuso de bastantes minutos baja las órdenes de Sánchez Vera. A nivel colectivo fueron irregulares en la liga, en la que acabaron en cuarta posición, que les clasificó para jugar la siguiente edición de la Supercopa de España, pero que no les otorgó plaza para jugar la Liga de Campeones. En la Liga de Campeones fueron eliminadas en octavos de final por el Chelsea, eliminatoria en la que Iglesias debutó en el partido de vuelta.
En la temporada 2021-22 el club cambió el entrenador por Óscar Fernández, que apenas contó con ella. Acabaron la temporada en cuarta posición a un punto de la tercera plaza que daba el último cupo para disputar la Liga de Campeones. Fueron finalistas en la Supercopa, en la que perdieron ante el F. C. Barcelona. En la Copa de la Reina el equipo cayó en octavos de final ante el Sporting de Huelva.

## Selección nacional
Fue convocada para jornadas de entrenamiento tanto de la Selección sub-16 como de la selección sub-17. Con esta última  debutó el 16 de enero de 2019 ante Eslovaquia en el Torneo Atlántico. Luego jugó contra la selección de Canarias en la final el mismo campeonato, a la que ganaron por 4-1.

## Estadísticas

### Clubes
Actualizado al último partido jugado el 8 de mayo de 2022.
| Club | Div.                       | Temporada     | Liga  | Liga  | Liga   | Copas nacionales(1) | Copas nacionales(1) | Copas nacionales(1) | Copas internacionales(2) | Copas internacionales(2) | Copas internacionales(2) | Total | Total | Total  | Media goleadora(3) |
| Club | Div.                       | Temporada     | Part. | Goles | Asist. | Part.               | Goles               | Asist.              | Part.                    | Goles                    | Asist.                   | Part. | Goles | Asist. | Media goleadora(3) |
| --- | -------------------------- | ------------- | ----- | ----- | ------ | ------------------- | ------------------- | ------------------- | ------------------------ | ------------------------ | ------------------------ | ----- | ----- | ------ | ------------------ |
| Atlético de Madrid B · España |                            |               |       |       |        |                     |                     |                     |                          |                          |                          |       |       |        |                    |
| 2.ª | 2019-20                    | 21            | 2     |       | -      | -                   | -                   | -                   | -                        | -                        | 21                       | 2     |       | 0.10   |                    |
| 2.ª | 2020-21                    | 13            | 2     |       | -      | -                   | -                   | -                   | -                        | -                        | 13                       | 2     |       | 0.15   |                    |
| Total Atlético de Madrid B | Total Atlético de Madrid B | 34            | 4     |       |        |                     |                     |                     |                          |                          | 34                       | 4     |       | 0.12   |                    |
| Atlético de Madrid · España |                            |               |       |       |        |                     |                     |                     |                          |                          |                          |       |       |        |                    |
| 1.ª | 2020-21                    | 17            | 0     | 0     | -      | -                   | -                   | 1                   | 0                        | 0                        | 18                       | 0     | 0     | 0      |                    |
| 1.ª | 2021-22                    | 7             | 0     | 0     | -      | -                   | -                   | -                   | -                        | -                        | 7                        | 0     | 0     | 0      |                    |
| Total Atlético de Madrid | Total Atlético de Madrid   | 24            | 0     | 0     |        |                     |                     | 1                   | 0                        | 0                        | 25                       | 0     | 0     | 0      |                    |
| Total carrera | Total carrera              | Total carrera | 58    | 4     |        |                     |                     |                     | 1                        | 0                        | 0                        | 59    | 4     | 0      | 0.08               |
| (1) Incluye datos de Copa de la Reina y la Supercopa. (2) Incluye datos de Liga de Campeones Femenina de la UEFA (2020-act.)]. (3) No incluye goles en partidos amistosos. |                            |               |       |       |        |                     |                     |                     |                          |                          |                          |       |       |        |                    |

### Selección
Actualizado al último partido jugado el 16 de enero de 2019.
| Selecciones | Año   | Continental(4) | Continental(4) | Continental(4) | Mundial | Mundial | Mundial | Amistosos (5) | Amistosos (5) | Amistosos (5) | Total | Total | Total  | Media goleadora |
| Selecciones | Año   | Part.          | Goles          | Asist.         | Part.   | Goles   | Asist.  | Part.         | Goles         | Asist.        | Part. | Goles | Asist. | Media goleadora |
| --- | ----- | -------------- | -------------- | -------------- | ------- | ------- | ------- | ------------- | ------------- | ------------- | ----- | ----- | ------ | --------------- |
| Sub-17 | 2019  |                |                |                |         |         |         | 1             | 0             | 0             | 1     | 0     | 0      | 0               |
| Sub-17 | Total |                |                |                |         |         |         | 1             | 0             | 0             | 1     | 0     | 0      | 0               |
| (4) Se incluyen Campeonatos Europeos y sus fases de Clasificación. (5) Sólo se incluyen partidos contra selecciones nacionales. |       |                |                |                |         |         |         |               |               |               |       |       |        |                 |

## Palmarés

### Campeonatos nacionales
| Título                      | Club                | País   | Año  |
| --------------------------- | ------------------- | ------ | ---- |
| Campeonato de España sub-17 | Selección madrileña | España | 2019 |

### Distinciones individuales
| Distinción                                            | Año     |
| ----------------------------------------------------- | ------- |
| Máxima goleadora del Atlético de Madrid benjamín      | 2012-13 |
| Máxima goleadora del Atlético de Madrid Alevín B      | 2013-14 |
| Máxima goleadora del Atlético de Madrid Alevín A      | 2014-15 |
| Jugadora revelación del Atlético de Madrid Infantil A | 2015-16 |
| Jugadora más regular del Atlético de Madrid Juvenil D | 2016-17 |